# Eleonora Schmid
Eleonora Schmid (* 11. Oktober 1939) ist eine ehemalige Diplomatin der Deutschen Demokratischen Republik, die unter anderem mehrmals Botschafterin war.

## Leben
Eleonora Schmid stammte aus einer Arbeiterfamilie und war Mitglied der SED. Sie studierte ab 1958 Philologie an der Humboldt-Universität zu Berlin. 1959 wechselte sie an die Lomonossow-Universität Moskau, wo sie 1964 das Studium als Diplom-Philologin abschloss. Noch im gleichen Jahr trat sie in den Dienst des Ministeriums für Auswärtige Angelegenheiten der DDR. Sie war unter anderem zwischen 1965 und 1967 Mitarbeiterin an der DDR-Vertretung in Kairo und zwischen 1970 und 1972 dritte Sekretärin der Botschaft in Guinea. 1974 wurde sie als Nachfolgerin von Günther Fritsch Botschafterin in Guinea und verblieb dort bis 1978, woraufhin Gerhard Haida die Nachfolge antrat. Des Weiteren wurde sie 1974 auch Botschafterin in Guinea-Bissau, wobei dort bereits 1975 Kurt Roth ihr Nachfolger wurde. Zugleich war sie von 1974 bis 1978 als Botschafterin in Sierra Leone sowie zwischen 1975 und 1978 als Botschafterin in Gambia akkreditiert. 1978 wurde sie mit dem Banner der Arbeit ausgezeichnet.
1980 löste Eleonora Schmid den im Amt verstorbenen Hans Scharf als Botschafter in Marokko ab und bekleidete diesen Posten bis zu ihrer Ablösung durch Manfred Richter 1987. Daneben war sie zwischen 1980 und 1987 als Botschafterin im Senegal sowie von 1982 bis 1987 auch als Botschafterin in Kap Verde akkreditiert. Zuletzt wurde sie 1989 Nachfolgerin von Karl Ernst als Botschafterin der DDR in Madagaskar und verblieb dort bis 1990.
2002 wurde Eleonora Schmid Lehrbeauftragte für Hochchinesisch an der Technischen Universität Ilmenau, an der sie bis 2012 unterrichtete. Ihr Mann Heiner Schmid war ebenfalls als Diplomat tätig. Sie war neben Aenne Kundermann, Eleonore Staimer und Hilde Kiermeier eine von vier Frauen im Range einer Botschafterin in der Geschichte der DDR.

## Veröffentlichung
- Meine Wege über Ländergrenzen. Erinnerungen der jüngsten Botschafterin der DDR, Schriften zur internationalen Politik, H 21, Berlin 2008, S. 99